# Dominique Luneau
Pour les articles homonymes, voir Luneau (homonymie).
Dominique Luneau, né le 1er février 1959, est un journaliste français.

## Biographie
D'abord journaliste au quotidien nantais Presse-Océan (1980-1990), Dominique Luneau crée en 1990 l'agence indépendante Atlantique presse information (API), basée à Nantes, spécialisée dans le suivi de l’actualité économique des Pays de la Loire et de la Bretagne.
Il devient le directeur de la télévision locale Télénantes, qui émet à partir de 2004.
En février 2006, le groupe Ouest-France le nomme rédacteur en chef de Presse-Océan, après le rachat du pôle Ouest de la Socpresse par le groupe de presse rennais. En avril 2008, il est nommé directeur général délégué de Presse-Océan, chargé de la mise en œuvre d'un plan de relance du journal tout en conservant ses fonctions de rédacteur en chef. 
Il est par ailleurs membre du conseil d'administration de l'école Audencia Nantes.
En février 2009, un mois après le lancement du nouveau format de Presse-Océan, il annonce à ses collaborateurs sa démission. Fin avril 2009, il quitte définitivement le journal.
Il se consacre depuis au développement de l'agence de presse API. Celle-ci édite le Fil Api et la Lettre API (hebdomadaire), Enjeu éco, Le Guide API des Pays de la Loire, Le Guide API de Bretagne. L'agence emploie 13 personnes, dont 6 journalistes.
L'agence API a créé et produit avec des partenaires les événements économiques Territoire innovation Pays de la Loire, Les Nouveaux leaders, Digital Change.
En avril 2013, il prend la direction générale de Télénantes, dont il est administrateur et dont l'agence de presse API est actionnaire (12%).

## Publications
- Pays de la Loire. Paris, Hatier, Collection Région-poche, 1998  (ISBN 2-84123-039-2).
- Nantes : l'avenir d'une ville. La Tour-d'Aigues, Éd. de l'Aube, collection Bibliothèque des régions, Aube Ouest, 2003  (ISBN 2-87678-834-9).